# Jeff Hardy
Jeffrey Nero "Jeff" Hardy (ur. 31 sierpnia 1977 w Cameron, Karolina Północna) – amerykański wrestler, obecnie występujący w federacji Total Nonstop Action Wrestling, wcześniej występował w federacji World Wrestling Federation / Entertainment w latach 1998–2003, 2006–2009 oraz od 2017 do 2021 roku oraz w All Elite Wrestling.
W 2009 opuścił WWE i dołączył do TNA. 10 października na gali TNA Bound For Glory 2010 zdobył pas TNA World Heavyweight Championship. Enigma został zawieszony w TNA po zażyciu środków odurzających na gali Victory Road 2011, powrócił do TNA 15 września 2011. W następnym czasie tracił i zdobywał pas wagi ciężkiej. Po pewnym czasie w TNA nastąpiła zmiana wyglądu pasa wagi ciężkiej oraz nazwy na "Immortal Champion".Dnia 14.10.2012 pokonał na Bound For Glory Austina Ariesa i po raz 3 zapewnił sobie tytuł mistrza wagi ciężkiej TNA. Na Lock Down stracił pas po walce w klatce na rzecz Bully Raya. Dnia 19 grudnia 2013 przegrał z Magnusem walkę o tytuł mistrza wagi ciężkiej. 26 grudnia 2013 roku, Jeff oficjalnie odszedł z TNA Impact Wrestling. Jednak w 2014 roku powrócił on na galę TNA LockDown jako Willow. Niedługo potem generalny menedżer TNA Impact Wrestling Kurt Angle zaproponował Willow, żeby na niedługo nadchodzące Battleroyal zmienił swój image ponownie na Jeffa Hardego. Widzowie TNA poparli ten pomysł. Po wygraniu Battleroyal Jeff Hardy ponownie zmienił swój gimmick. 2 kwietnia 2017 r. powrócił do WWE na Wrestlemanii XXXIII wraz z Mattem Hardym wygrywając pasy Raw Tag Team Champions w Ladder Matchu. 14 kwietnia 2018 r. zdobył pas US Championship, pokonując na Monday Night RAW Jindera Mahala.

## Młodość
Jeff jest synem Gilberta i Ruby Moore. Ma starszego brata Matta. Jego matka zmarła na nowotwór mózgu w 1986 roku, kiedy Jeff miał 9 lat. W wieku 12 lat zainteresował się motocrossem a gdy skończył 13 lat dostał Yamahę YZ-80. Jeff wcześniej trenował baseball, lecz musiał przerwać treningi po tym jak w motocrossie nabawił się kontuzji ramienia. W szkole średniej zaczął trenować futbol amerykański i grał na pozycji wspomagającego oraz pozycji specjalnej. Potem zaczął brać udział w amerykańskich zapasach, lecz na krótko. Gdy w szkole narzucono mu wybór między futbolem amerykańskim a zapasami, Jeff wybrał zapasy. Ulubionymi przedmiotami szkolnymi Jeffa były historia i sztuka.

## Twórczość muzyczna
Jeff w 2003 stworzył zespół PeroxWhy?Gen. W 2012 r. został opublikowany pierwszy mini-album tego zespołu "Similar Creatures". Ich debiutancki album ukazał się w 2013 r. i nosi tytuł "Plurality of Worlds".

### Dyskografia
- Similar Creatures – EP (2012)
- Plurality of Worlds (2013)
- Within the Cygnus Rift (2015)
- Spawn of Me – EP (2016)
- Precession of the Equinoxes (2017)

## Mistrzostwa i osiągnięcia
National Championship Wrestling
- NCW Light Heavyweight Championship (2 razy)

New Dimension Wrestling
- NDW Light Heavyweight Championship (1 raz)
- NDW Tag Team Championship (1 raz) – z Mattem Hardym

New Frontier Wrestling Association
- NFWA Heavyweight Championship (1 raz)

North East Wrestling
- NEW Junior Heavyweight Championship (1 raz)

NWA 2000
- NWA 2000 Tag Team Championship (1 raz) – z Mattem Hardym

Organization of Modern Extreme Grappling Arts
- OMEGA New Frontiers Championship (1 raz)
- OMEGA Tag Team Championship (1 raz) – z Mattem Hardym

Pro Wrestling Illustrated
- PWI Comeback of the Year (2007)
- PWI Match of the Year (2000) z Mattem Hardym vs. The Dudley Boyz i Edge i Christian w Triangle Ladder match na WrestleMania 2000
- PWI Match of the Year (2001) z Mattem Hardym vs. The Dudley Boyz i Edge i Christian w Tables, Ladders, and Chairs match na WrestleMania X-Seven
- PWI Most Popular Wrestler of the Year (2008, 2009)
- PWI Tag Team of the Year (2000) z Mattem Hardym
- PWI sklasyfikowało go na 13 miejscu z 500 najlepszych pojedynczych wrestlerów w 2009 roku

Total Nonstop Action Wrestling
- TNA World Heavyweight Championship (3 razy)
- TNA World Tag Team Championship (1 raz) - z Mattem Hardym
- Bound for Glory Series (2012)

Universal Wrestling Association
- UWA World Middleweight Championship (1 raz)

World Wrestling Federation / World Wrestling Entertainment
- World Heavyweight Championship (2 razy)
- WWE Championship (1 raz)
- WWE European Championship (1 raz)
- WWF Hardcore Championship (3 razy)
- WCW Tag Team Championship (1 raz) – z Mattem Hardym
- WWF/E Intercontinental Championship (4 razy)
- WWF Light Heavyweight Championship (1 raz)
- WWF/E World Tag Team Championship (6 razy) – z Mattem Hardym
- WWE Raw Tag Team Championship (1 raz) z Mattem Hardym
- WWE SmackDown Tag Team Championship (1 raz) z Mattem Hardym
- WWE United States Championship (1 raz)
- Terri Invitational Tournament – z Mattem Hardym
- Ninth Grand Slam Champion
- Eighteenth Triple Crown Champion
- Slammy Award for Extreme Moment of the Year (2008, 2009)

Wrestling Observer Newsletter
- Best Flying Wrestler (2000)
- Feud of the Year (2009) vs. CM Punk
- Most Disgusting Promotional Tactic (2008)
- Worst Worked Match of the Year (2011) vs Sting na gali Victory Road